# 真鍋儀十
真鍋 儀十（まなべ ぎじゅう、1891年（明治24年）9月16日 - 1982年（昭和57年）4月29日）は日本の政治家、俳人、文学研究家。松尾芭蕉の研究家として知られ、そのコレクションは江東区芭蕉記念館に寄付された。高浜虚子に師事、「ホトトギス」同人。俳号は蟻十。

## 経歴
長崎県壱岐郡箱崎村（現壱岐市芦辺町）生まれ。長崎師範学校（現・長崎大学教育学部）を卒業後明治大学法学部に入学し、雄弁部に所属する。在学中から普選運動にかかわり、1920年（大正9年）1月18日の学生普選促進大会（日比谷公園）で検挙された。
明大中退後憲政会に入党。六十数回の拘禁を受けながら1930年（昭和5年）旧東京4区から立憲民政党公認で第17回衆議院議員総選挙に立候補し初当選、戦前は通算5回の当選を果たす。政党解消後の翼賛選挙では翼賛政治体制協議会の推薦候補として当選。戦後は日本進歩党の結党に参加するものの公職追放される。
追放解除後は改進党公認で1952年（昭和27年）の第25回衆議院議員総選挙とその翌年の第26回衆議院議員総選挙に東京都第6区から出馬して落選するが、1955年（昭和30年）の第27回衆議院議員総選挙では日本民主党公認で当選し政界に返り咲く。民主党内では大麻唯男・宮沢胤勇・野田武夫・小泉純也・浜野清吾・山本粂吉・中村庸一郎ら旧民政党系右派の政治家が結集した大麻派に属し、保守合同ののち内閣売春対策審議委員となる。大麻の死後、他の大麻派のメンバーとともに岸派に合流。1957年（昭和32年）10月30日、東京地検特捜部に売春汚職事件の容疑者として逮捕される。翌1958年（昭和33年）9月9日に東京地裁で有罪の判決。1958年（昭和33年）の第28回衆議院議員総選挙と1960年（昭和35年）の第29回衆議院議員総選挙にも無所属で立候補するが落選、1962年の第6回参議院議員通常選挙に全国区から無所属で立候補したが落選、政界から引退した。
一方、戦後自宅の庭で幼稚園経営を始める。園の前には銅像が建ち、そこには「撞球純正スポーツ化の父」との岸信介による揮毫がある。これは1955年（昭和30年）にビリヤードを風俗営業法適用対象外とし、健全なスポーツへ転化することに尽力した功績を讃えたものである。なお、生地壱岐市芦辺町瀬戸浦の少弐公園にも銅像がある。